# 勐举区
勐举区，又作勐吉区，是缅甸联邦第一特区勐古县下辖的一个区。

## 行政区划
勐举区下辖以下等乡镇：
- 勐举乡[1]
- 南东乡[2]
- 莱岗乡[3][4]：曼达村